# Viola javanica
Viola javanica är en violväxtart som beskrevs av Wilhelm Becker. Viola javanica ingår i släktet violer, och familjen violväxter. Inga underarter finns listade i Catalogue of Life.